# Edward Hanney
Edward Terrance "Ted" Hanney  (Reading, 19 de janeiro de 1889 - 30 de novembro de 1964) foi um futebolista e treiandor inglês que competiu nos Jogos Olímpicos de 1912, sendo campeão olímpico.
Edward Hanney pela Seleção Britânica de Futebol conquistou a medalha de ouro em 1912, treinou duas equipes alemãs, dentre elas o VfB Stuttgart. .